# Oka-sur-le-Lac
Oka-sur-le-Lac est une ancienne ville inhabitée située près d'Oka, dans le comté de Deux-Montagnes, au Québec (Canada).
La municipalité est incorporée en 1942 avec comme projet d'y établir des résidences de villégiature sur un terrain ayant appartenu aux Sulpiciens. Le projet n'aboutit pas, et les terrains inoccupés sont récupérés afin de créer le parc national d'Oka.

## Toponymie
Le nom « Oka » proviendrait du nom du doré en anishinàbemiwin, oga, poisson que l'on pêche sur le lac des Deux-Montagnes,.

## Histoire
Au début des années 1940, des gens d'affaires montréalais rachètent des Sulpiciens, alors en difficultés financières, une partie de leur domaine situé à l'est d'Oka, sur la rive nord du lac des Deux-Montagnes. Cette partie du domaine des Sulpiciens avait jusqu'alors le statut de commune, des terres concédées aux Sulpiciens, seigneurs du Lac-des-Deux-Montagnes, mis à l'usufruit des habitants de la seigneurie.
Les promoteurs obtiennent de l'Assemblée législative la constitution de la Ville d'Oka-sur-le-Lac par une loi spéciale sanctionnée le 29 mai 1942. Reflétant sa vocation manifeste de cité de villégiature, la loi qui incorpore la ville lui donne des pouvoirs particuliers, comme celui de réunir son conseil à Montréal (sauf en juillet), ou encore prélever une taxe spéciale pour établir et entretenir des plages et d'autres lieux de récréation « propres à contribuer à la santé, au bien-être, à l'amusement et au divertissement des habitants de la municipalité ».
Des infrastructures (rues pavées, aqueduc, égout) sont construites afin de desservir d'éventuelles habitations. Une desserte ferroviaire est même projetée.
Le projet de complexe de résidences de villégiature ne voit finalement jamais le jour. Les terrains sont rachetés par le gouvernement du Québec, puis le site et ses infrastructures sont réutilisés comme terrain de camping afin d'héberger les visiteurs d'Expo 67. Il est éventuellement intégré au parc Paul-Sauvé, le futur parc national d'Oka,.
La ville ne compte, au cours de son histoire, qu'un seul habitant : Athanase Legault, gardien de parc, y loge dans une cabane au milieu des années 1960. Le territoire de la ville d'Oka-sur-le-Lac est finalement annexé en 1982 à la paroisse d'Oka, elle-même annexée en 1999 à la municipalité d'Oka.